# IC 5302
IC 5302 је спирална галаксија у сазвјежђу Тукан која се налази на листи објеката дубоког неба у Индекс каталогу.
Деклинација објекта је - 64° 34' 8" а ректасцензија 23h 19m 36,6s. Привидна величина (магнитуда) објекта IC 5302 износи 14,0 а фотографска магнитуда 15,0. IC 5302 је још познат и под ознакама ESO 110-9, PGC 71082.